# La provincia olvidada
La Provincia Olvidada (The Forgotten District) es un documental dirigido por Oliver Dickinson.

## Argumento
Entre el mar Caribe y la sierra Maya se encuentra el distrito de Toledo, conocido como La Provincia Olvidada de Belice, en América Central. Durante estos veinte últimos años, los Mayas pusieron por delante su programa de ecoturismo destinado a proteger su selva tropical y sus tradiciones. A pesar de la oposición constante del gobierno y de la industria del turismo, Margarita, Reyes, Chet y sus amigos permanecen resueltos y optimistas. Este documental es un homenaje a su coraje jamás desmentido.